# Championnats d'Europe de sambo
Les championnats d'Europe de sambo sont une compétition de sambo réunissant les meilleurs samboïstes du continent européen.
La première édition a lieu en 1972 à Riga, et réunit des sportifs de huit pays.

## Liste des championnats
| Édition | Année | Ville           | Pays                  | Épreuves |
| ------- | ----- | --------------- | --------------------- | -------- |
| 1       | 1972  | Riga            | Union soviétique      | 10       |
| 2       | 1974  | Madrid          | Espagne               | 10       |
| 3       | 1976  | Léningrad       | Union soviétique      | 10       |
| 4       | 1982  | Varna           | Bulgarie              | 10       |
| 5       | 1984  | Bilbao          | Espagne               | 10       |
| 6       | 1986  | Léningrad       | Union soviétique      | 10       |
| 7       | 1987  | Sofia           | Bulgarie              | 10       |
| 8       | 1989  | Herne Bay       | Royaume-Uni           | 10       |
| 9       | 1990  | Tel Aviv        | Israël                | 10       |
| 10      | 1991  | Turin           | Italie                | 10       |
| 11      | 1992  | Kiev/Moscou     | Ukraine/ Russie       | 29       |
| 12      | 1993  | Kaliningrad     | Russie                | 10       |
| 13      | 1994  | Rjev/Panevėžys  | Russie/ Lituanie      | 20       |
| 14      | 1995  | Minsk           | Biélorussie           | 18       |
| 15      | 1996  | Aranđelovac     | RF Yougoslavie        | 18       |
| 16      | 1997  | Panevėžys/Bakou | Lituanie/ Azerbaïdjan | 18       |
| 17      | 1998  | Šiauliai        | Lituanie              | 18       |
| 18      | 1999  | Sofia           | Bulgarie              | 18       |
| 19      | 2000  | Madrid          | Espagne               | 18       |
| 20      | 2001  | Albena          | Bulgarie              | 27       |
| 21      | 2002  | Coni            | Italie                | 27       |
| 22      | 2003  | Albena          | Bulgarie              | 27       |
| 23      | 2004  | Šiauliai        | Lituanie              | 27       |
| 24      | 2005  | Moscou          | Russie                | 27       |
| 25      | 2006  | Belgrade        | Serbie-et-Monténégro  | 27       |
| 26      | 2007  | Pravetz         | Bulgarie              | 27       |
| 27      | 2008  | Tbilissi        | Géorgie               | 27       |
| 28      | 2009  | Milan           | Italie                | 27       |
| 29      | 2010  | Minsk           | Biélorussie           | 27       |
| 30      | 2011  | Sofia           | Bulgarie              | 27       |
| 31      | 2012  | Moscou          | Russie                | 27       |
| 32      | 2013  | Crema           | Italie                | 27       |
| 33      | 2014  | Bucarest        | Roumanie              | 27       |
| 34      | 2015  | Zagreb          | Croatie               | 27       |
| 35      | 2016  | Kazan           | Russie                | 27       |
| 36      | 2017  | Minsk           | Biélorussie           | 27       |
| 37      | 2018  | Athènes         | Grèce                 | 27       |
| 38      | 2019  | Gijón           | Espagne               | 27       |
| 39      | 2020  | Iekaterinbourg  | Russie                | 27       |
| 40      | 2021  | Limassol        | Chypre                | 27       |
| 41      | 2022  | Novi Sad        | Serbie                | 27       |
| 42      | 2023  | Haïfa           | Israël                | 27       |